# Sårvatj (Jokkmokks socken, Lappland, 739023-168171)
Sårvatj är en sjö i Jokkmokks kommun i Lappland och ingår i Luleälvens huvudavrinningsområde. Sjön är 8 meter djup, har en yta på 0,687 kvadratkilometer och befinner sig 301 meter över havet.

## Delavrinningsområde
Sårvatj ingår i det delavrinningsområde (739161-168379) som SMHI kallar för Mynnar i Letsimagasinet. Medelhöjden är 289 meter över havet och ytan är 13,12 kvadratkilometer. Räknas de 17 avrinningsområdena uppströms in blir den ackumulerade arean 142,07 kvadratkilometer. Linabäcken (Kåikaurbäcken) som avvattnar avrinningsområdet har biflödesordning 3, vilket innebär att vattnet flödar genom totalt 3 vattendrag innan det når havet efter 170 kilometer. Avrinningsområdet består mestadels av skog (79 procent) och sankmarker (13 procent). Avrinningsområdet har 0,68 kvadratkilometer vattenytor vilket ger det en sjöprocent på 5,2 procent.